# Después de la playa
«Después de la playa» es una canción del cantante puertorriqueño Bad Bunny. Fue lanzada el 6 de mayo de 2022 a través de Rimas Entertainment, como la segunda pista de su quinto álbum de estudio Un verano sin ti, mientras que el 15 de junio de 2022 se lanzó como el cuarto sencillo del álbum mencionado. La canción fue escrita por Benito Martínez y Francisco Pita, su producción estuvo a cargo de MAG, La Paciencia, Elikai y Dahian el Apechao.

## Desempeño comercial
Tras el lanzamiento de Un verano sin ti, «Después de la playa» se ubicó en el número 6 en el Billboard Hot 100 con fecha del 21 de mayo de 2022, convirtiéndose en la tercera pista más alta del álbum detrás de «Moscow Mule» y «Tití me preguntó», que alcanzó el puesto 4 y 5, respectivamente; fue uno de los cuatro éxitos estadounidenses entre los diez primeros del álbum. La canción también se ubicó en los números 3 y 7 en Hot Latin Songs y Billboard Global 200, respectivamente.

## Posicionamiento en listas
| Lista (2022)                  | Mejor posición |
| ----------------------------- | -------------- |
| Argentina Hot 100 (Billboard) | 57             |
| (Billboard)                   | 6              |
| Chile (Billboard)             | 11             |
| Colombia (Billboard)          | 6              |
| Hot 100 (Billboard)           | 6              |
| Hot Latin Songs (Billboard)   | 3              |
| Tropical Airplay (Billboard)  | 15             |
| Ecuador (Billboard)           | 5              |
| España (Promusicae)           | 5              |
| Global 200 (Billboard)        | 7              |
| México (Billboard)            | 6              |
| Perú (Billboard)              | 6              |
| Portugal (AFP)                | 160            |
| (Schweizer Hitparade)         | 91             |